# コースト・デイライト
コースト・デイライト（英：Coast Daylight）は、アメリカ合衆国の西海岸でサザン・パシフィック鉄道 (Southern Pacific Railroad) が運行した、代表的な昼行旅客列車。

## 概要
1937年から1971年までサザン・パシフィック鉄道 が列車番号98および99としてアメリカ西海岸の二大都市、カリフォルニア州ロサンゼルスとサンフランシスコ間で運行した昼行旅客列車である。（#98：サンフランシスコ→ロサンゼルス、#99：ロサンゼルス→サンフランシスコ）
1971年に全米鉄道旅客輸送公社・アムトラックの発足により運行終了となった。
現在は同様の列車としてアムトラックがコースト・スターライト (Coast Starlight) をロサンゼルスとワシントン州シアトル間を運行している。

## 歴史

### 年表
- 1937年: デイライト（昼行列車、Daylight）運行開始
- 1940年: 列車番号96および97としてヌーン・デイライト (Noon Daylight) 増発。デイライト (Daylight) はモーニング・デイライト (Morning Daylight) に改称
- 1949年: ヌーン・デイライトが夜行の座席列車となりスター・ライト (Starlight) に改称
- 1955年: ディーゼル機関車牽引に
- 1956年: スター・ライト、全車寝台列車 (all-Pullman) のラーク (Lark) と統合
- 1957年: スター・ライト運行停止
- 1968年: ラーク運行停止
- 1971年: 全米鉄道旅客輸送公社・アムトラック (National Railroad Passenger Corporation) の発足により運行終了

### 1941年8月2日の編成（ヌーン・デイライト・サンフランシスコ発ロサンゼルス行き・グランディール到着時）
| 使用車両 | 車種                                 |
| -------- | ------------------------------------ |
| SP4430   | 蒸気機関車（4-8-4蒸気機関車）        |
| SP3300   | バゲージ（荷物車）・コーチ（座席車） |
| SP2442   | コーチ                               |
| SP2441   | コーチ                               |
| SP2444   | コーチ                               |
| SP2443   | コーチ                               |
| SP2446   | コーチ                               |
| SP2445   | コーチ                               |
| SP10252  | カフェ・ショップ                     |
| SP10251  | キッチン（調理車）                   |
| SP10250  | ダイニング・ルーム                   |
| SP2464   | コーチ                               |
| SP2463   | コーチ                               |
| SP2439   | コーチ                               |
| SP10312  | テーブン・ラウンジ                   |
| SP3000   | パーラー                             |
| SP2952   | パーラー・オブザベーション           |

### 1969年2月16日の編成（ロサンゼルス発サンフランシスコ行き・ロサンゼルス出発時）
| 使用車両 | 車種                                            |
| -------- | ----------------------------------------------- |
| SP3209   | ディーゼル機関車（EMD SDP45形ディーゼル機関車） |
| SP6768   | バゲージ（荷物車）                              |
| SP2235   | コーチ（座席車）                                |
| SP2369   | コーチ                                          |
| SP2400   | コーチ                                          |
| SP10605  | オートマット（軽食自動販売機）                  |
| SP2375   | コーチ                                          |
| SP2951   | パーラー・オブザベーション                      |

## デイライト (Daylight) の名を冠した列車
- シャスタ・デイライト (Shasta Daylight) （サンフランシスコ・オークランド - ポートランド）
- サンホーキン・デイライト (San Joaquin Daylight) （サンフランシスコ・オークランド - ベーカーズ・フィールド - ロサンゼルス）
- サクラメント・デイライト (Sacramento Daylight) （サクラメント - ベーカーズ・フィールド - ロサンゼルス）

## その他
- デイライトを牽引した蒸気機関車は半流線型で、客車と同じ赤・オレンジ・黒で塗装された姿は「世界で最も素晴らしい列車」"most beautiful passenger train in the world"と称された。
- 牽引機の1両でもあるGS4クラス・4449号蒸気機関車が、ポートランドに動態保存されている。